# Pacì Paciana

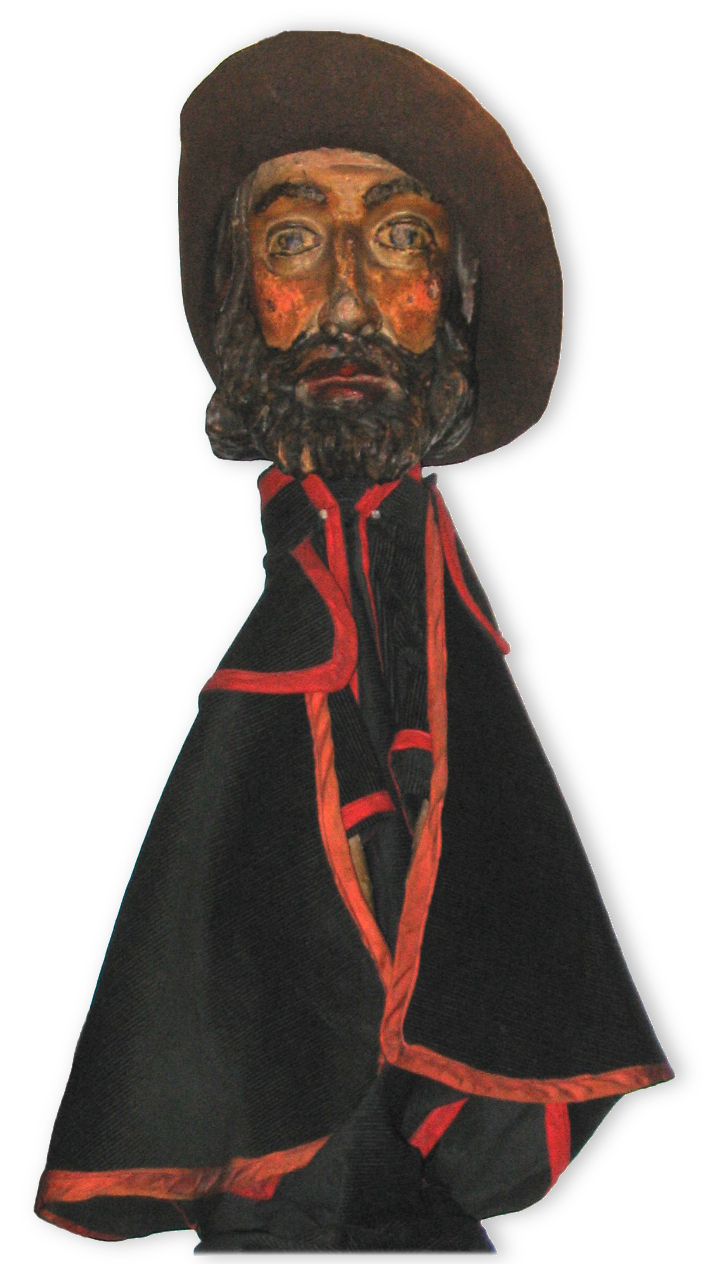
Pacì Paciana

Pacì Paciana è un personaggio storico narrato e ripreso dal teatro dei burattini molto popolare nel bergamasco. Si ispira a un personaggio realmente vissuto in provincia di Bergamo, più precisamente in Valle Brembana tra la fine del XVIII e l'inizio del XIX secolo.

## La storia e la leggenda
Il suo vero nome era Vincenzo Pacchiana, nato il 18 dicembre 1773 nella contrada Bonoré di Grumello de' Zanchi (allora nel comune di Poscante, oggi di Zogno), ed era un brigante.
Fu un brigante che, nel sentire popolare, incarnò la figura dell'amico dei poveri, un novello Robin Hood brembano che rubava ai ricchi per dare ai poveri. Personaggio leggendario, per alcuni eroe e per altri comune brigante, sicuramente affascinante riscuoteva le simpatie del popolo minuto da cui era soprannominato ol padrù de la al Brembana (Il padrone della val Brembana) e "Re della strada, Re della montagna, gran Re della val Brembana".
La sua leggenda vuole che si fosse dato al brigantaggio per un'ingiustizia subita.
Pacchiana faceva l'oste nei pressi di Zogno, vicino al ponte sul Brembo e una sera diede ospitalità a due viandanti ai quali prestò il suo orologio perché potessero regolarsi sulla levata del giorno dopo. L'indomani, tuttavia, i due viaggiatori si eclissarono di buon ora senza restituirgli l'orologio, ma il nostro eroe, accortosene, li rincorse, ne acciuffò uno, proprio quello che aveva l'orologio, e a suon di sberle oltre che con la minaccia di buttarlo nel Brembo riottenne il proprio orologio lasciandolo poi andare via.
Rientrato nella sua osteria pensava che l'episodio si fosse concluso, senza sapere che il disonesto che aveva cercato di rubargli l'orologio si era recato dai gendarmi e lo aveva denunziato per rapina. Il giudice corrotto credette al suo accusatore e non a lui e ne ordinò l'arresto.

Pacchiana subì il processo, fu condannato ma giurò a se stesso che non avrebbe più sopportato un'ingiustizia o un torto e si diede al brigantaggio.
Un'altra versione dice che fosse un gendarme del governo Veneto, condannato per vari reati e sfuggito alla prigione con la fuga. Col sopraggiungere della rivoluzione tornò a Zogno spadroneggiando ed estorcendo denaro ai ricchi, facendosi beffe a lungo delle autorità.

## Brigante

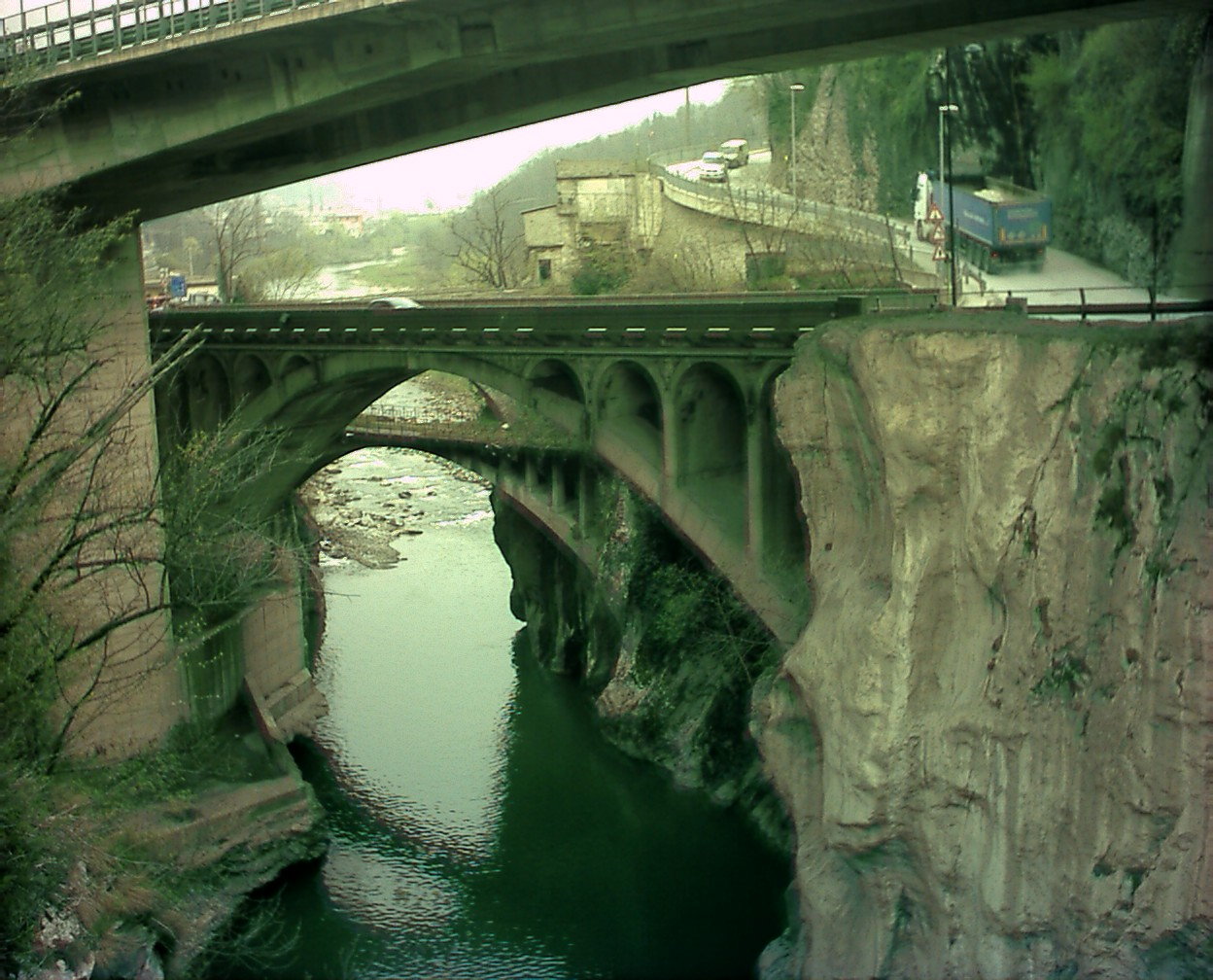
I ponti di Sedrina al giorno d'oggi. In quel periodo ne esisteva solamente uno.

Il brigantaggio fu la sua nuova vita e, secondo la leggenda, non dimenticò le proprie origini e aiutò i poveri e chi aveva subito qualche torto.
Le sue azioni divennero presto clamorose scuotendo da una parte i benpensanti, suscitando ammirazione tra la gente comune e al tempo stesso facendosi la fama di imprendibile.

La gendarmeria continuava a subire uno smacco dopo l'altro nel tentativo di acciuffarlo finché dopo la spiata di un compaesano fu quasi sul punto di prenderlo se il Pacì non si fosse tuffato nel Brembo riuscendo ancora una volta a sfuggire alla cattura.

È tramandato l'episodio del suo tuffo per sfuggire all'arresto: braccato dalle guardie francesi, fu raggiunto e stretto sul ponte di Sedrina, lungo la via Priula. Il capo dei gendarmi gli intimò la resa aggiungendo: -Anche le vecchie volpi si prendono.- Il Pacì ribatté: -Le vecchie volpi sì, ma non di questo pelo! - e saltò dal ponte sfuggendo alla cattura.
Si racconta che abbia preso lo spione e dopo averlo malmenato lo abbia lasciato legato a un albero e poi abbia fatto avvertire da un bambino i gendarmi perché lo liberassero mentre lui si dava alla macchia in montagna.
Per la gendarmeria fu un ulteriore e insopportabile smacco che minava la fiducia della gente. Fu deciso così di porre sulla testa del Pacì una taglia di 100 zecchini se consegnato vivo o di 60 se morto: questo espediente risultò efficace.

## Carcino

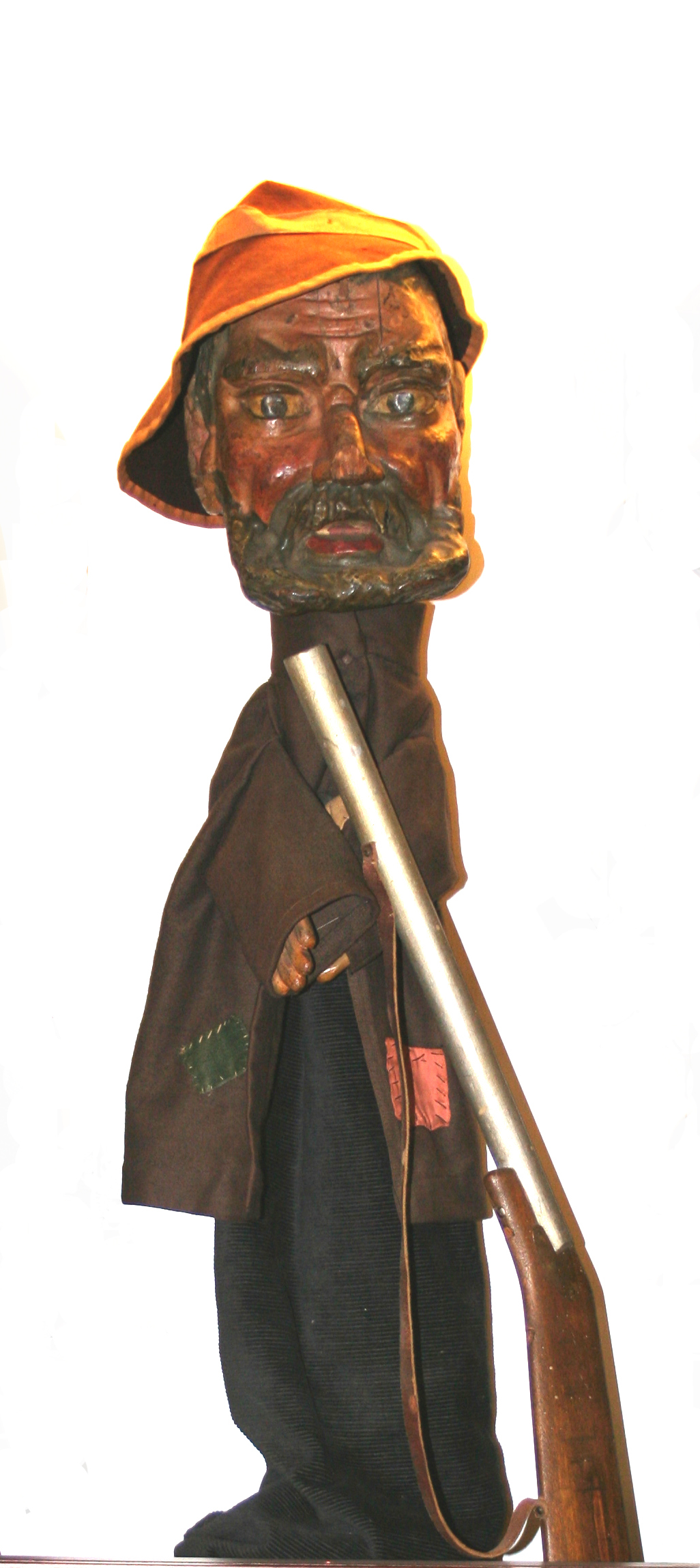
Carcino Carciofolì

Pacì durante una sosta nei boschi fu, un giorno, morso da un serpente che lo lasciò vivo ma debilitato. Decise allora, per recuperare le forze, di rifugiarsi presso un altro brigante amico suo, Carcino Carciofoli (in dialetto Carciofolì), nei pressi del lago di Como.
Fu il suo unico errore: Carcino, che riteneva un amico, allettato dalla taglia divenne il suo carnefice.
Una notte Carcino lo uccise nel sonno con un colpo di fucile, gli tagliò la testa e la consegnò ai gendarmi che la esposero sotto la ghigliottina alla Fara (località nei pressi di porta sant'Agostino a Bergamo), a monito delle genti, era il 6 agosto 1806.
Finì così la vicenda umana del Pacchiana e iniziò la leggenda di Pacì Paciana tramandata dai racconti e dal teatro popolare, specialmente quello dei burattini, che se ne impadronì facendone un eroe vendicatore dei torti e delle ingiustizie dei più forti.
Pacì divenne assieme a Giopì, suo grande amico, e ad altri briganti uno dei personaggi del teatro dei burattini più amato e, ancora oggi, rappresentato per la gioia dei bambini e non solo di loro.

## Col Giopì
Dialogo tra Pacì e Giopì che non l'ha riconosciuto, tratto da una commedia di Luigi Milesi detto il Bigio:

[...]
- Pacì: ...non avete paura a passare da queste parti dove c'è questo famoso bandito Vincenzo Pachiana da tutti malvisto, cercato dalla giustizia?
- Giopì: Té! Stà atent a coma ta fét a parlà mal del Ciapì Ciapanna (sic), se no ta case quater pesade 'n de l'orghenì, eh!
- Pacì: Ma come? Ma voi lo conoscete?
- Giopì: Ö! Perdincio! Mè amis!

[..]
- Giopì: Eh, che de Ciapì Ciapanna gh'en vöres ü ogne paesel! Perché 'l Ciapì... al va tögh indove n'è e 'l na porta 'ndo n'è mia! Et capìt, caro ol me nimbanò?

## Citazioni
Alla figura di Pacì Paciana è stato intitolato il principale centro sociale autogestito di Bergamo.
Il cantautore bergamasco Luciano Ravasio gli ha dedicato una ballata (testo della poetessa dialettale Carmen Fumagalli Guariglia).
Sulla sua vicenda è anche stato scritto il libro: Pacì Paciana: Vincenzo Pacchiana, l'ultimo dei Valleriani.

## Galleria d'immagini

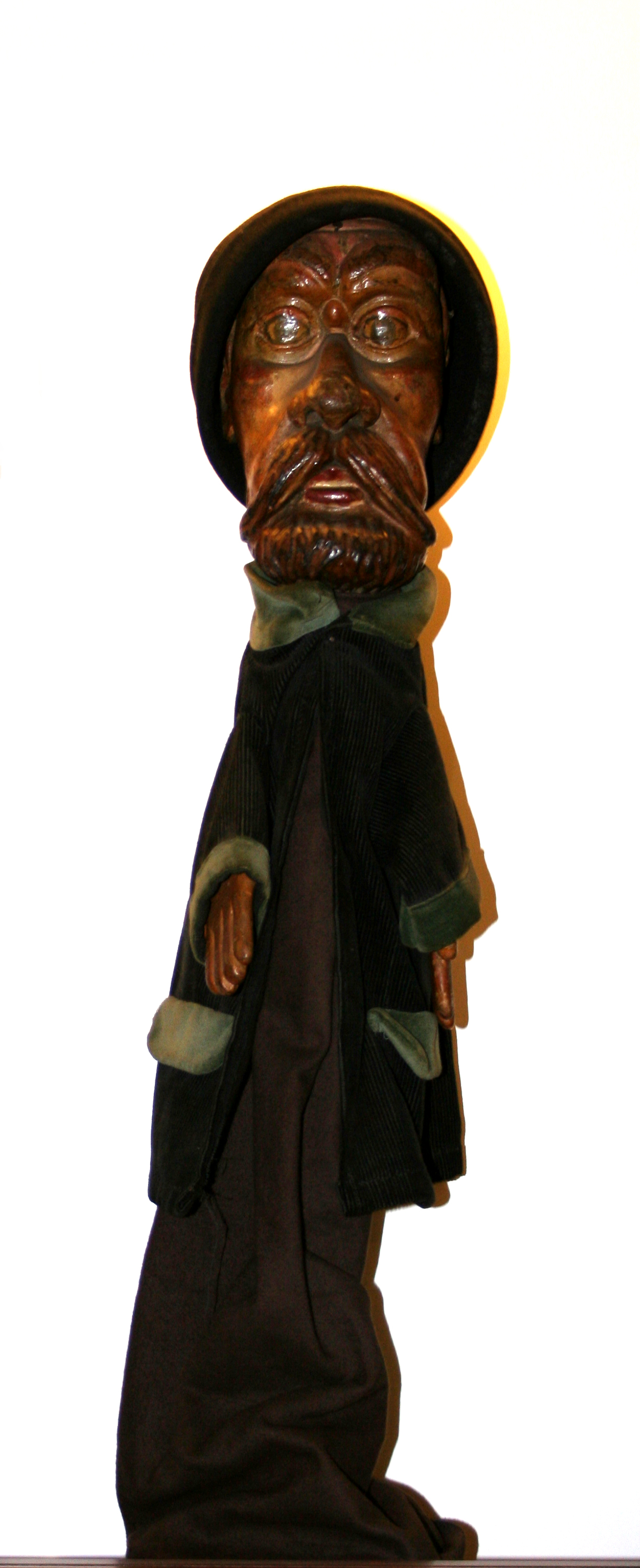
Mastegabröd
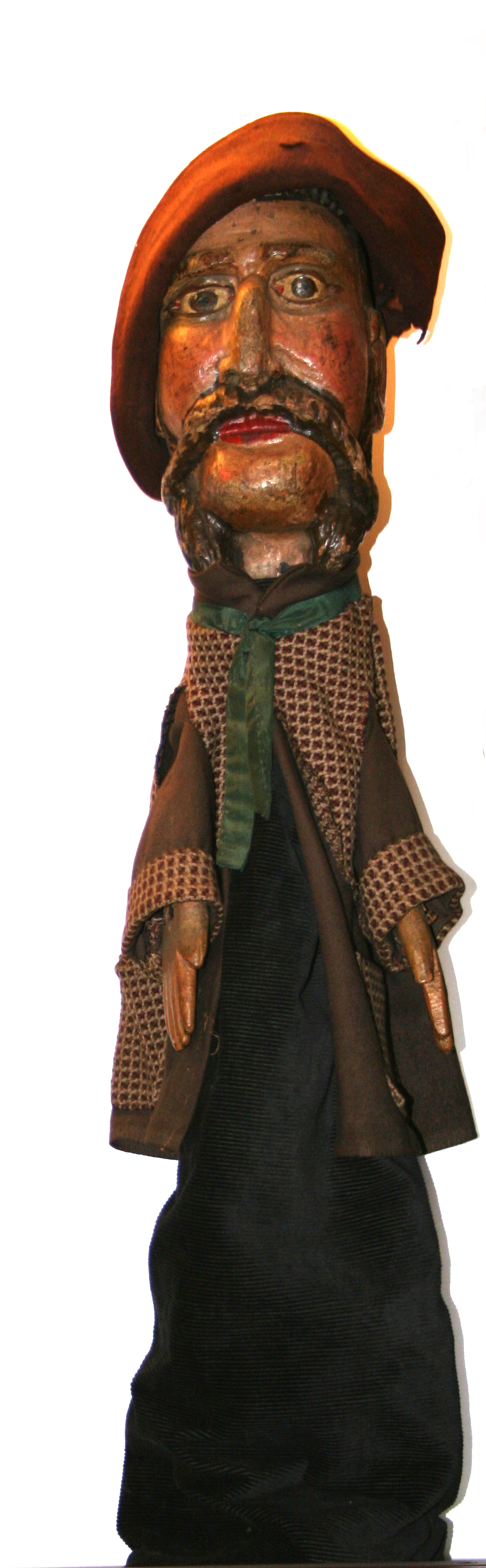
Lecamarmita
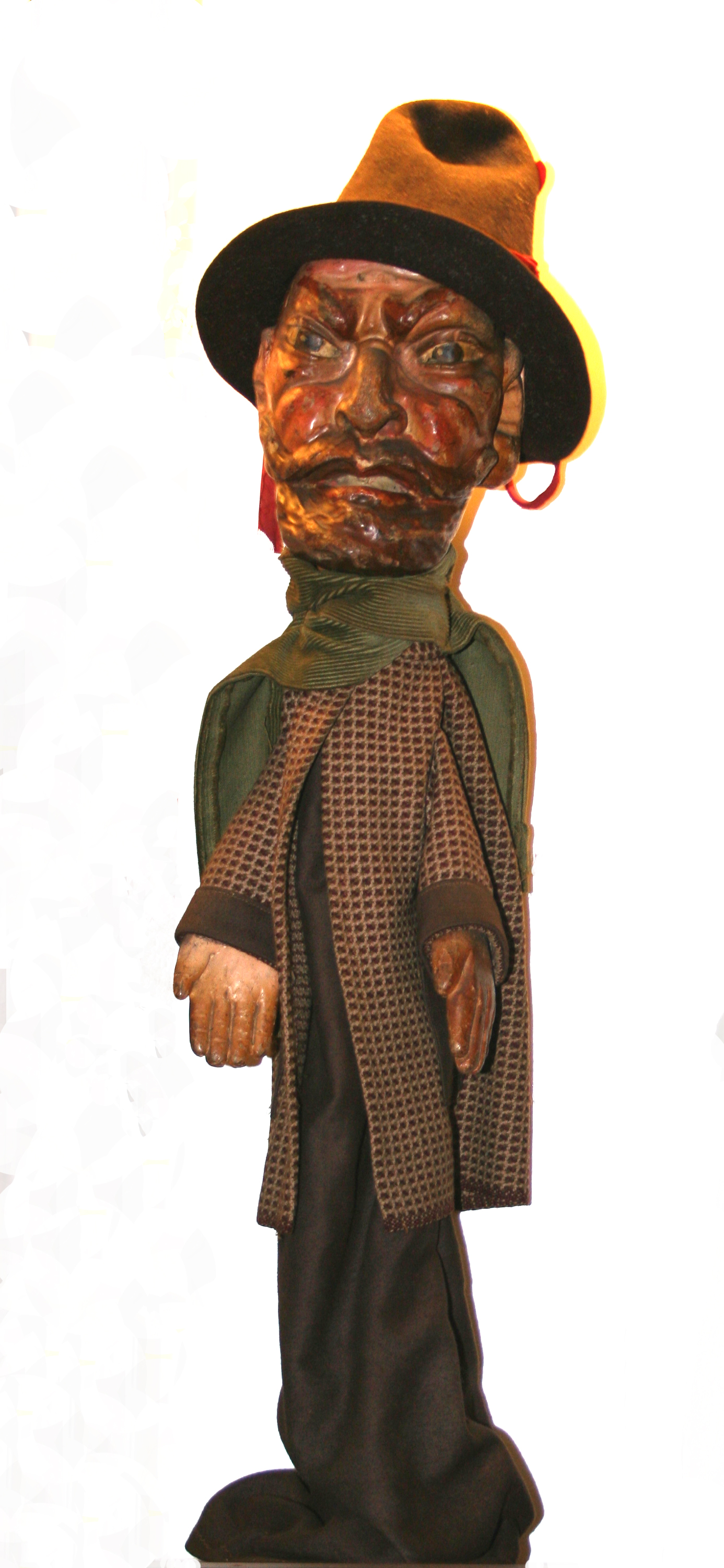
Spacamontagna
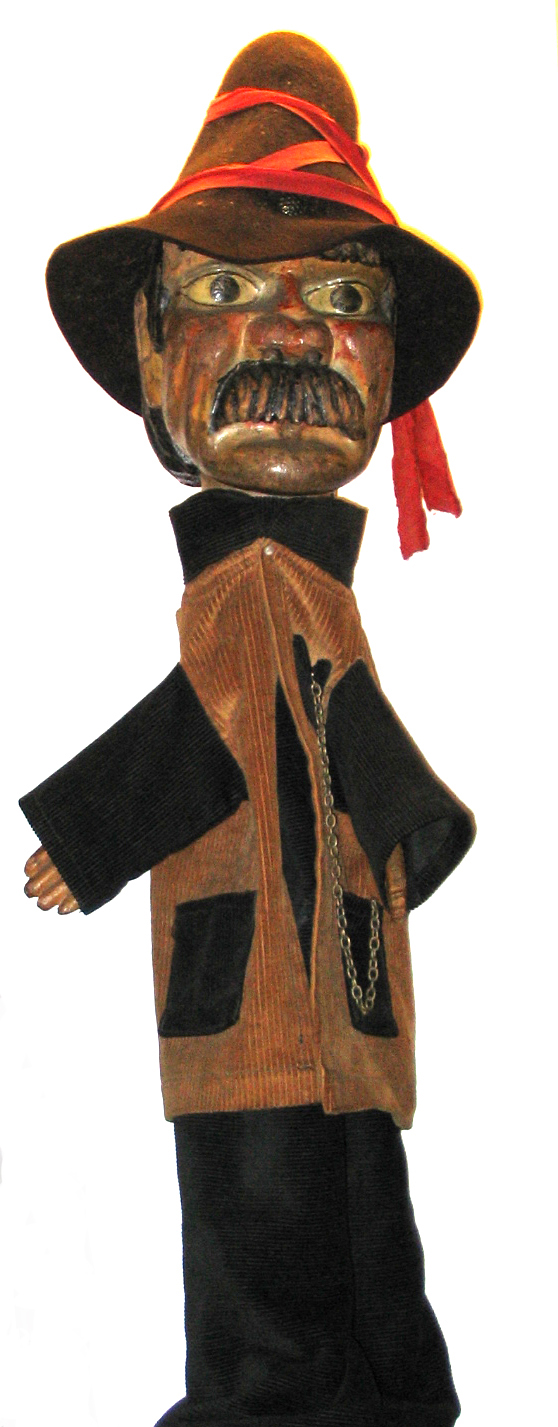
Ciciabrugnì